# Chantemerle (Hautes-Alpes)
Pour les articles homonymes, voir Chantemerle.
Chantemerle est un village qui fait partie de la commune de Saint-Chaffrey (Hautes-Alpes), dans la vallée de la Guisane. Le nom du village en provençal gavot est Chanto-merlo.

## Géographie

### Situation
Le hameau est situé à l'ouest de la commune de Saint-Chaffrey. Il est accessible par la route départementale RD10961 reliant Briançon, au sud-est, à Vizille et Grenoble via le col du Lautaret.

### Relief
Ce village est situé à 1 350 m d'altitude.

### Hydrographie
Chantemerle est traversée par la Guisane, ainsi que plusieurs de ses affluents, dont le torrent de Peytavin.

## Administration
Chantemerle dépend de la commune de Saint-Chaffrey.

## Équipements ou services

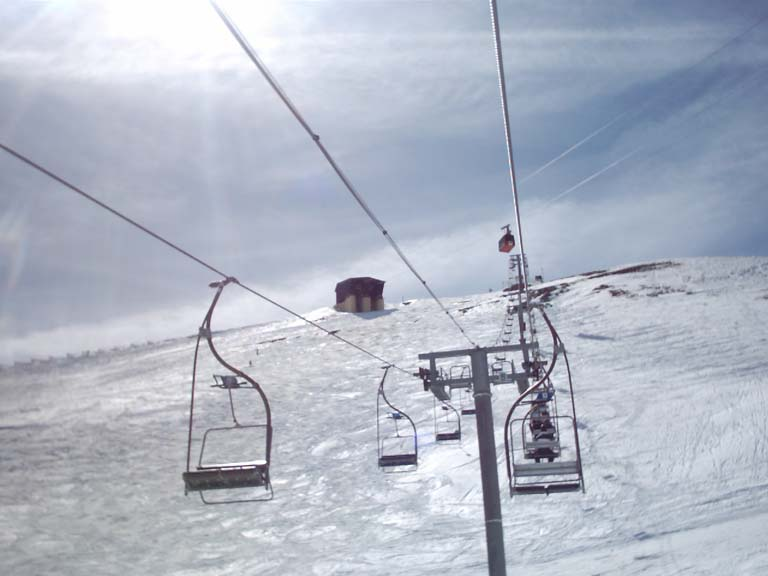
Une piste de Chantemerle

Dans ce village sont implantés les départs des remontées mécaniques de la station de ski Serre Chevalier 1350, qui se trouve sur le territoire de la même commune. Des pistes de ski de fond sont également disponibles pour les sports d'hiver.

## Patrimoine et monuments
- Chapelle Saint-Roch.

## Personnalités liées au hameau
- Léon Laurençon, ancien député des Hautes-Alpes, y est décédé.
- Le skieur Luc Alphand a vécu durant son enfance à Chantermerle.